# Dem deutschen Volke

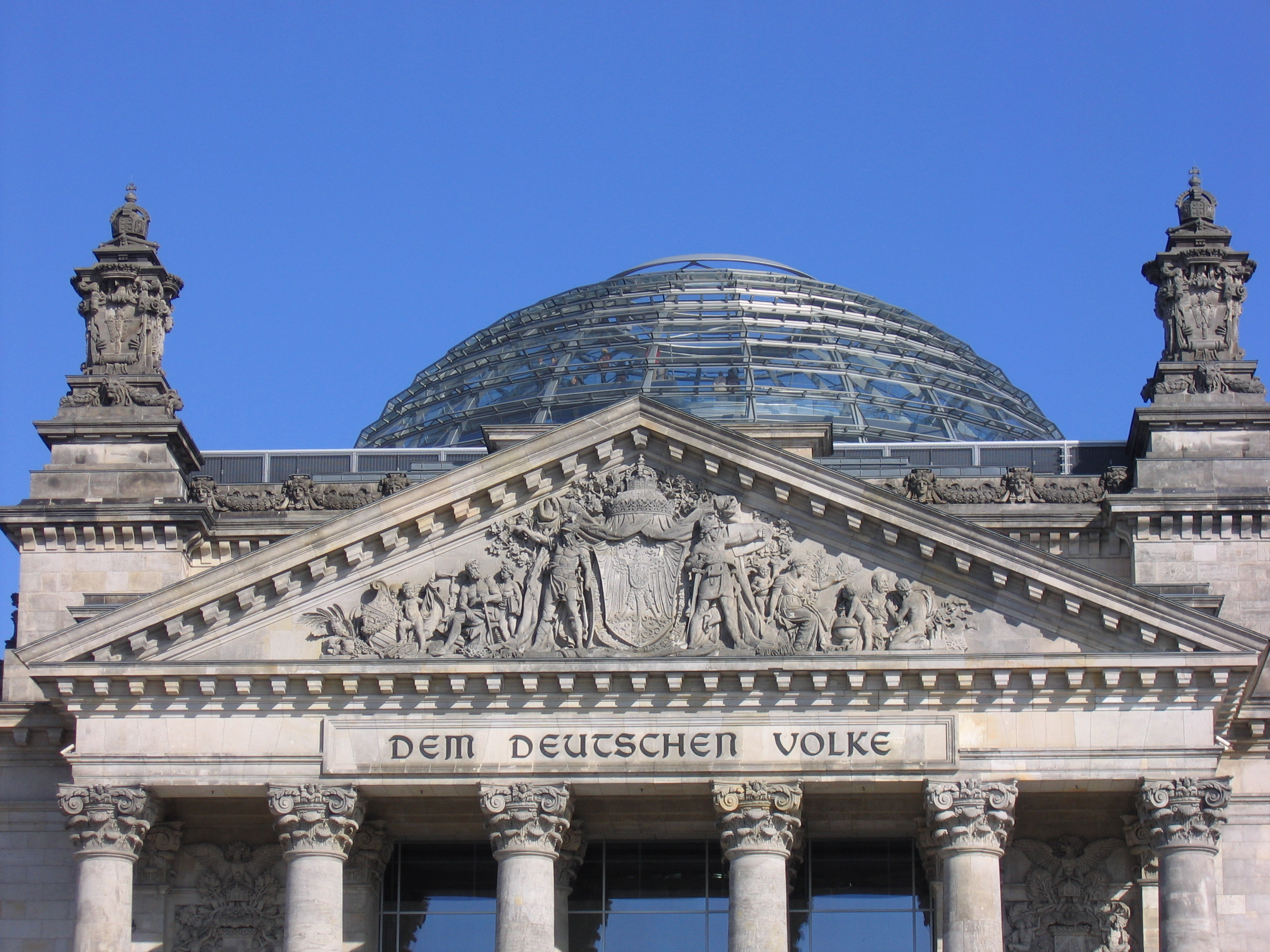
Giebel mit der Inschrift am Reichstagsgebäude

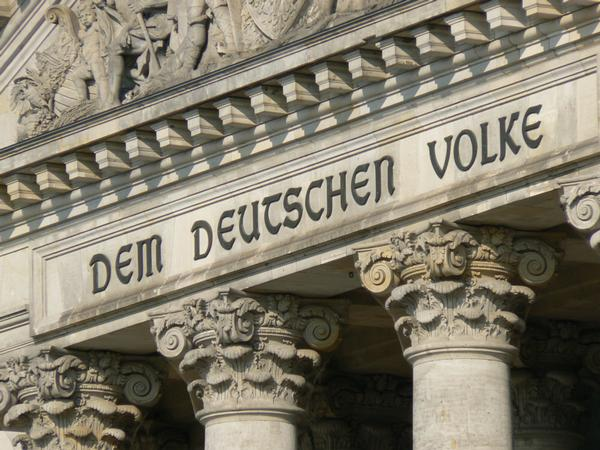
Detail der Inschrift

Dem deutschen Volke (Originalschreibweise in Versalien) lautet die 16 m breite Inschrift auf dem Architrav über dem Westportal des Reichstagsgebäudes in Berlin. Die 60 cm hohen, aus eingeschmolzenen Kanonen gefertigten Buchstaben in einer eigens dafür entworfenen Schrift von Peter Behrens wurden nach Auseinandersetzungen um den Inhalt der Gebäudewidmung 1916 angebracht.

## Geschichte der Inschrift

### Wallots Plan

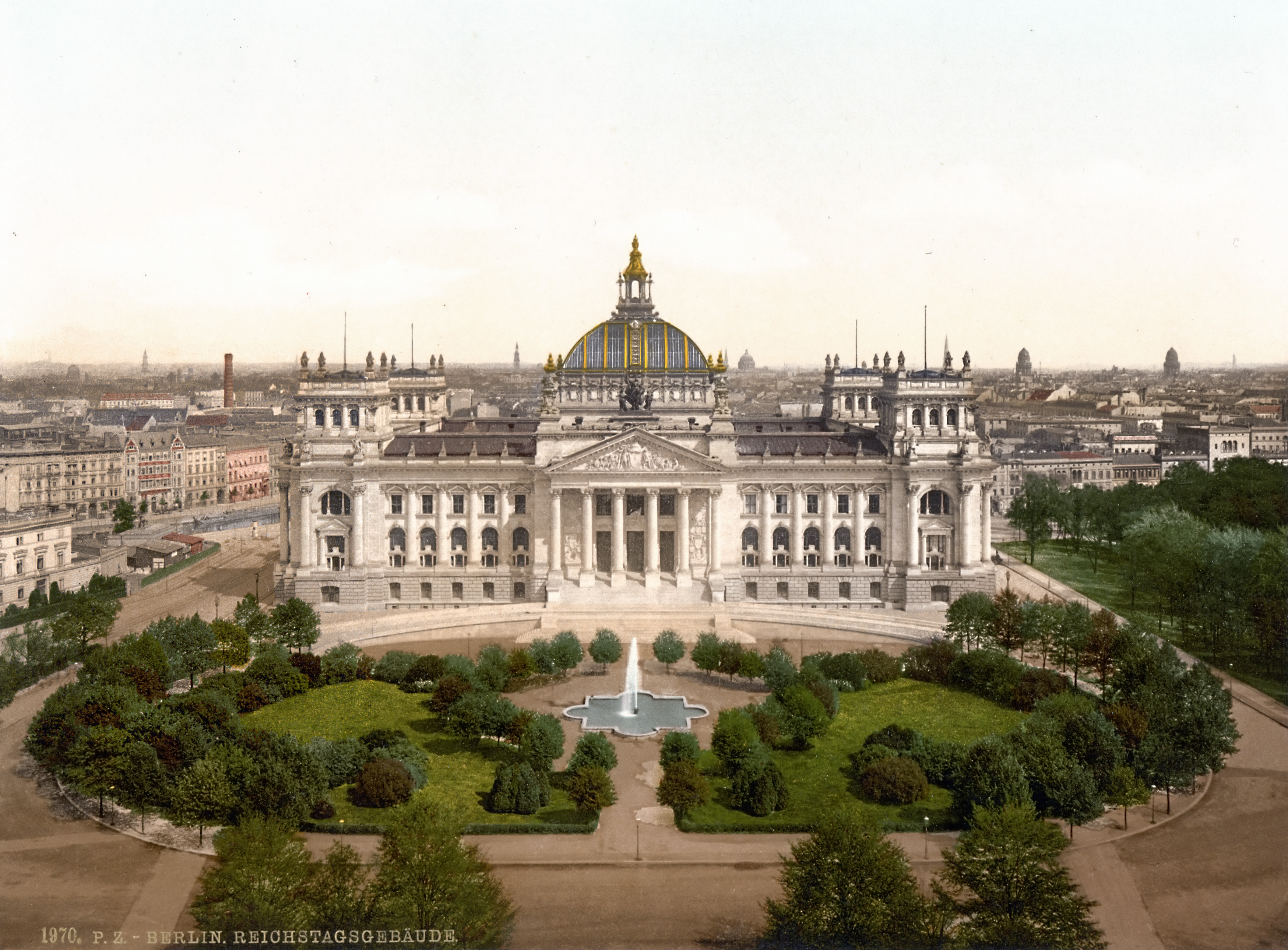
Der Reichstag um 1900 – noch ohne Inschrift

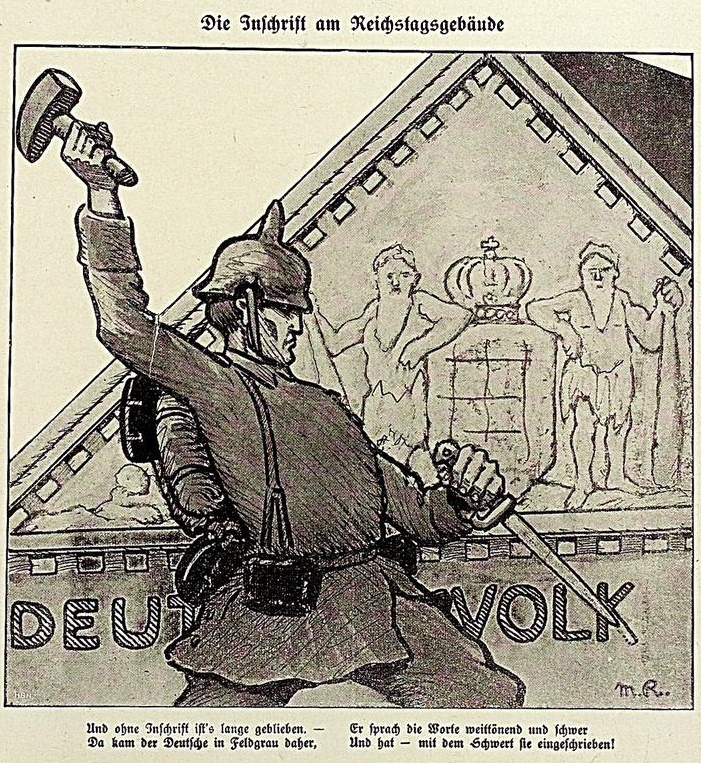
Zeitschrift Kladderadatsch
vom 12. September 1915

Der kriegsbeschädigte Reichstag, 1945

Der Architekt Paul Wallot hatte die Giebelinschrift Dem deutschen Volke als Widmung des von ihm entworfenen und 1894 fertiggestellten Reichstagsgebäudes festgelegt, um die sich in Parlament und Presse eine Debatte entzündete. Der Berliner Lokal-Anzeiger nannte den Plan am 11. Dezember 1894 „naiv, beinahe komisch“, denn der Besitzer des Hauses sei „das deutsche Volk, welches der Bauherr war“. Rainer Haubrich merkt aus zeitlicher Distanz an, es sei „nicht üblich“, dass der Baumeister dem Bauherrn eine Widmung ausspricht. Laut dem Politikwissenschaftler Klaus von Beyme lehnte Kaiser Wilhelm II. die Wendung ab, weil sie die Volkssouveränität würdige. Es wurde eine Reihe von Gegenideen vorgebracht; die Reichstagsbaukommission schlug „Dem Deutschen Reiche“ vor, Wilhelm II. „Der Deutschen Einigkeit“. Der Kunsthistoriker Bernd Roeck ist der Ansicht, dass Wilhelms Vorschlag Motto für ein Gebäude sei, das „zähmen, disziplinieren, mindestens integrieren“ sollte. Am 12. Dezember 1894 brachte der Abgeordnete Friedrich von Payer das Thema der Inschrift in einer Reichstagsrede auf und kritisierte, ihr Fehlen sei der Eintracht nicht förderlich. Er vermutete, das Fehlen könne auf Befindlichkeiten des Bundesrates zurückzuführen sein, und schlug unter Heiterkeit die Inschrift „Dem deutschen Volke und seinem hehren Bundesrat“ vor.
Auch die Zeitungen griffen das Thema auf:

„Dagegen wird überall der Umstand besprochen, daß auf dem Bande, welches sich über dem Hauptportale an der prächtigen Freitreppe hinzieht, jegliche Inschrift fehlt. Der Baumeister wollte ursprünglich die Inschrift hinsetzen: ‚Dem deutschen Volke.‘ Die Baucommission des Reichstages hatte diese Inschrift gutgeheißen; sie gehörte in den Bauplan des Hauses und, verfassungsmäßig gedacht, gab es keine Autorität, welche das Recht gehabt hätte, diesen Beschluß umzustoßen oder zu ignoriren, es sei denn der Reichstag selbst. Trotzdem ist die Inschrift nicht angebracht worden, und das Band starrt den Beschauer in öder Leere an. Die antisemitischen Blätter sehen in der Leere ein böses Zeichen; sie verlangen, wenn schon die Worte ‚Dem deutschen Volke‘ Anstoß erregen sollten, so möge man schreiben: ‚‘Dem Wohl des deutschen Volkes‘ oder ‚Für das deutsche Volk‘; andere Blätter rathen boshaft, man möge schreiben: ‚Dem deutschen Heere‘. Die Socialdemokratie höhnt, es sei gut, daß der Platz freigeblieben sei, man könne dann einstmals hinaufschreiben : ‚Freiheit, Gleichheit, Brüderlichkeit!‘“

Der Berliner Lokal-Anzeiger schlug spöttisch „Der deutschen Presse“ vor; andere nannten „Dem deutschen Volke ist der Eintritt verboten“, Ernst von Wolzogen „Festgefügt steh ich aus Stein, nun schau Geist, wie Du kommst herein“.

### 1916: Anbringung
Die von Wallot für den Spruch vorgesehene Stelle blieb mehr als 20 Jahre lang leer, was Bernd Roeck als Zeichen „ungeklärter Identität“ bezeichnet hat und den Reichstag dieser Zeit deshalb als „Emblem ohne Motto“ ansieht. Für den Historiker Heiko Bollmeyer hätte eine solche Inschrift die Möglichkeit eröffnet, „ein unabhängiges und eigenes parlamentarisches Selbstverständnis auszubilden“. Bis zum Beginn des Ersten Weltkriegs 1914 blieb die publizistische Debatte mit verschiedenen Vorschlägen für die Inschrift und unterschiedlicher Intensität bestehen. 1915 brachte der Unterstaatssekretär im Reichskanzleramt, Arnold Wahnschaffe, in einem Brief an den Chef des Zivilkabinetts, Rudolf von Valentini, die Frage wieder auf. Wahnschaffe äußerte die Sorge, dass der Kaiser mit jedem weiteren Kriegstag die Unterstützung des Volkes verliere; durch die Anbringung der Inschrift könne er etwas gegen diesen Treueverlust unternehmen. Wilhelm II. ließ antworten, er werde keineswegs eine ausdrückliche Genehmigung erteilen, aber sollte die Reichstagsausschmückungs-Kommission beschließen, die Inschrift anzubringen, erhebe er dagegen keine Bedenken. Einen Tag später gab der Präsident des Reichstages, Johannes Kaempf, in seiner Schlussansprache Ende August 1915 vor der Vertagung auf den 30. November den Beschluss bekannt, die Inschrift in Auftrag zu geben.
In der politisch-satirischen Zeitschrift Kladderadatsch war vor der Anbringung im September 1915 zu lesen:

„Und ohne Inschrift ist’s lange geblieben –
 Da kam der Deutsche in Feldgrau daher,
 Er sprach die Worte weittönend und schwer
 Und hat – mit dem Schwert sie eingeschrieben.“

### Art der Darbietung
Auch über die Schriftart der Inschrift gab es Streit: Während einige für eine klassische Capitalis plädierten, wollten andere am deutschen Reichstag die „deutsche Schrift“ Fraktur sehen. Der Schreibwarenhersteller Friedrich Soennecken verbreitete seine Ansicht über die richtige Schriftart in einer Broschüre. Der Innenstaatssekretär Theodor Lewald beauftragte schließlich den Architekten und Typographen Peter Behrens. Dieser schuf als Kompromiss zusammen mit Anna Simons „nicht weniger als eine alldeutsche Nationalschrift“, wie der Historiker Peter Rück 1993 schrieb, und zwar in Form einer „Kapital-Unzial-Fraktur-Bastarda“:

„Mit einem zwischen schräggestellter Breitfeder und Flachpinsel lavierenden Duktus modifiziert sie die Grundformen der klassischen Unziale (E, U, T) durch Sporen der linken Schaftfüße in M, H, N und K und Brechung der rechten in M, U, H, N, Knickung des oberen Bogenprofils von E, M, S, C und Serifierung der Schaftansätze in U, H, K und L, indem sie die Rundungen streckt (D) und die Geraden rundet (V) und die Aufschrift in einen vitalistisch-flammenden Kontrapunkt zur geometrischen Architektur verwandelt.“

Zwei erbeutete Kanonen aus den Befreiungskriegen gegen Frankreich 1813–1815 wurden für die Herstellung des 16 m langen Textes mit 60 cm hohen Buchstaben eingeschmolzen. Die Ausführung übernahm die Bronzegießerei Loevy, ein jüdisches Familienunternehmen. Eine Ausstellung des Jüdischen Museums Berlin befasste sich unter dem Titel „Dem deutschen Volke“ vom 21. März bis 15. Juli 2003 mit der Geschichte des Bronzegießers Loevy.
Die Inschrift wurde vom 20. bis 24. Dezember 1916 „ohne großes Medieninteresse“ angebracht, für Bernd Roeck eine „leichthin, nebenbei gewährte Geste“, die angesichts des Weltkriegs „belanglos“ geblieben sei.
Die im Zweiten Weltkrieg beschädigte Inschrift wurde beim Wiederaufbau wiederhergestellt und beim Umbau des Gebäudes 1994–1999 erneuert.

### Kunstprojekt Gegeninschrift
Nach dem Totalumbau des Gebäudes zum Ende des 20. Jahrhunderts wurde in der Öffentlichkeit noch einmal um das Zitat gestritten: Kritiker brachten zum Ausdruck, dass mit „Dem deutschen Volke“ lediglich die deutsche (Ur-)Bevölkerung angesprochen würde. Die inzwischen zahlreichen Zuwanderer aus anderen Ländern seien ausgeschlossen. So entstand eine Art Gegenprojekt: Im Lichthof des Gebäudes legten Gärtner nach Entwurf von Hans Haacke einen 21 m × 7 m großen, von Holzbohlen eingefassten Trog an, in den die aus allen Teilen Deutschlands kommenden Abgeordneten Erde und Pflanzen aus ihrem Herkunftsgebiet mitbrachten und einpflanzten. Dieser Garten trägt die aus großen weißen Versalien gebildeten und von oben deutlich sichtbare Inschrift „Der Bevölkerung“. Die Schriftart entspricht der historischen Inschrift über dem Portal. Haacke gab als Grund an, dass die alte Reichstagsinschrift „historisch belastet“ sei und fast zehn Prozent der Bewohner der Bundesrepublik keine deutschen Staatsbürger seien. Diesen gegenüber seien die Abgeordneten des Bundestages „moralisch verantwortlich“. Die Wortkombination „deutsches Volk“ impliziere eine „mythische, ausgrenzende Stammeseinheit“ und sei „mit einem radikal undemokratischen Verständnis der res publica assoziiert“. Dieser „eine Blutsgemeinschaft suggerierende Volksbegriff“ stifte immer noch „Unheil“. Das Kunstwerk war seit seiner Installation umstritten, da nicht der Bundestag selbst über seine Einrichtung entschieden hat.

## Deutungen und Rezeption
Die Inschrift wird üblicherweise ergänzt als „(Dieses Parlament ist) dem deutschen Volke (gewidmet)“ oder „(Die Arbeit der Politiker ist) dem deutschen Volke (gewidmet)“. 
Zwei Schweizer Politiker, Tim Guldimann, ehemaliger Botschafter in Berlin und danach  Nationalrat, und Moritz Leuenberger, ehemaliger Bundesrat, haben die Inschrift in den 2010er Jahren als Ausdruck für ein anderes Verständnis des Volks bezeichnet – in Deutschland als repräsentierter Souverän, welcher als „Dativobjekt“ behandelt würde, gegenüber der Schweiz, in der das Staatsvolk als Souverän selbst handle.
In neuerer Zeit wurde die Inschrift mehrfach für politische Kletteraktionen genutzt. Im April 2007 überdeckten Aktivisten die Giebelinschrift mit einem gleichartig gestalteten Banner „Der deutschen Wirtschaft“, um gegen Lobbyismus und Kapitalismus zu demonstrieren. Im September 2009 ergänzten Greenpeace-Aktivisten die Inschrift „Dem deutschen Volke“ mit dem Banner „eine Zukunft ohne Atomkraft“. Am 3. Juli 2020 wiederholten sie die Aktion mit dem Spruch „eine Zukunft ohne Kohlekraft“, um gegen das Kohleausstiegsgesetz zu protestieren.